# Quan hệ Pháp – Phần Lan
Quan hệ Pháp – Phần Lan (tiếng Anh: French–Finnish relations hay Finland–French relations) là quan hệ đối ngoại giữa Pháp và Phần Lan. Pháp là một trong những quốc gia đầu tiên công nhận nền độc lập của Phần Lan vào ngày 4 tháng 1 năm 1918. Quan hệ ngoại giao giữa họ được thiết lập vào ngày 24 tháng 1 năm 1918. Cả hai nước đều là thành viên chính thức của Liên minh Châu Âu và NATO. Theo một cuộc thăm dò của BBC World Service Poll năm 2005, 48% người Phần Lan nhìn nhận ảnh hưởng của Pháp một cách tích cực, với 26% bày tỏ quan điểm tiêu cực. Ước tính có khoảng 7.000 người Phần sống ở Pháp. Cả hai nước đều là thành viên của ủy hội châu Âu, Liên minh Châu Âu, NATO và khu vực đồng euro. Pháp ủng hộ mạnh mẽ tư cách thành viên NATO của Phần Lan trong quá trình gia nhập NATO của Phần Lan.

## Lịch sử

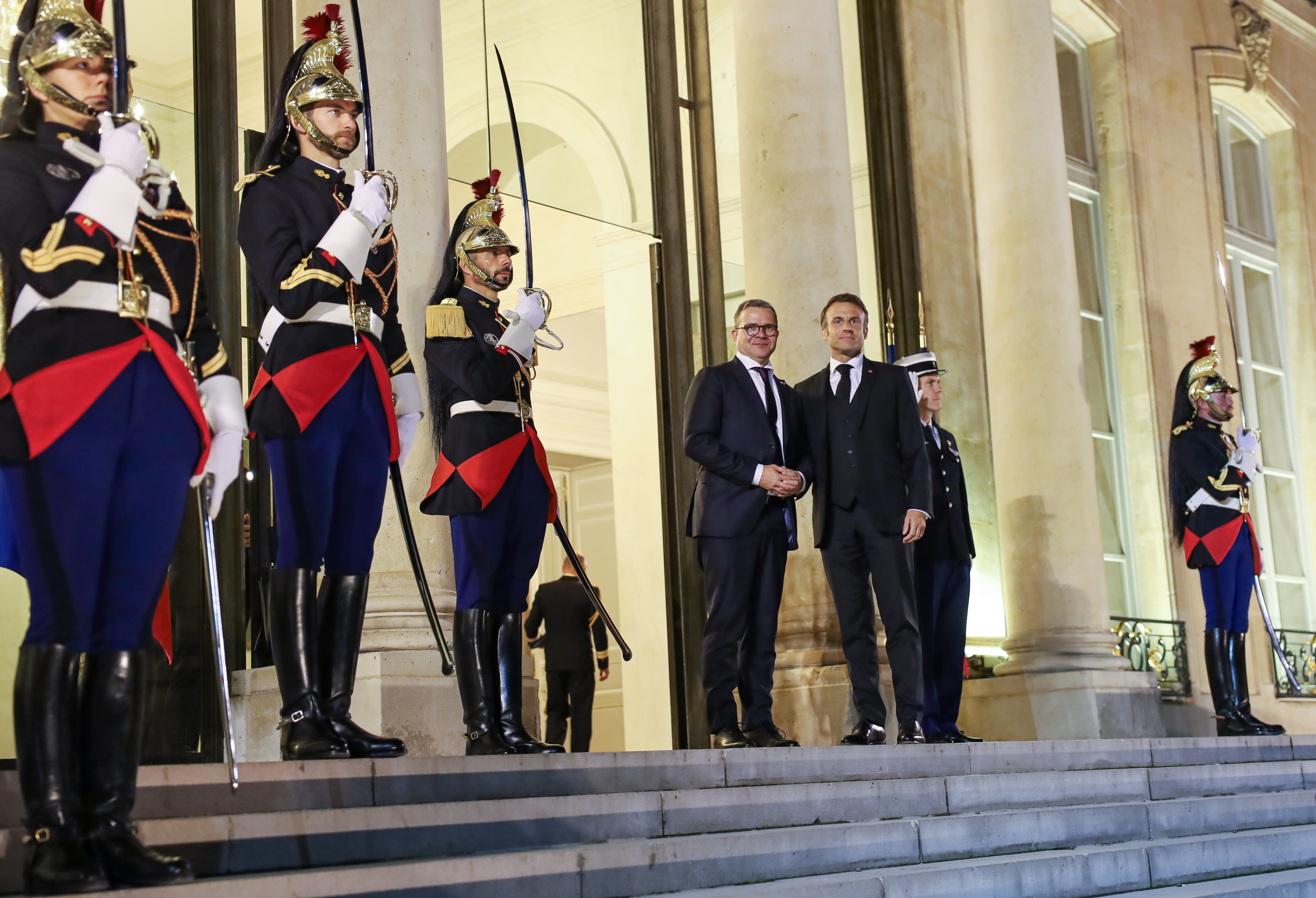
Thủ tướng Phần Petteri Orpo và Tổng thống Pháp Emmanuel Macron tại Paris 2023

Vào tháng 8 năm 2022, Pháp đã phê chuẩn đầy đủ đơn đăng ký thành viên NATO của Phần Lan .

## Cơ quan ngoại giao thường trú
- Phần Lan có đại sứ quán ở Paris.
- Pháp có đại sứ quán ở Helsinki.

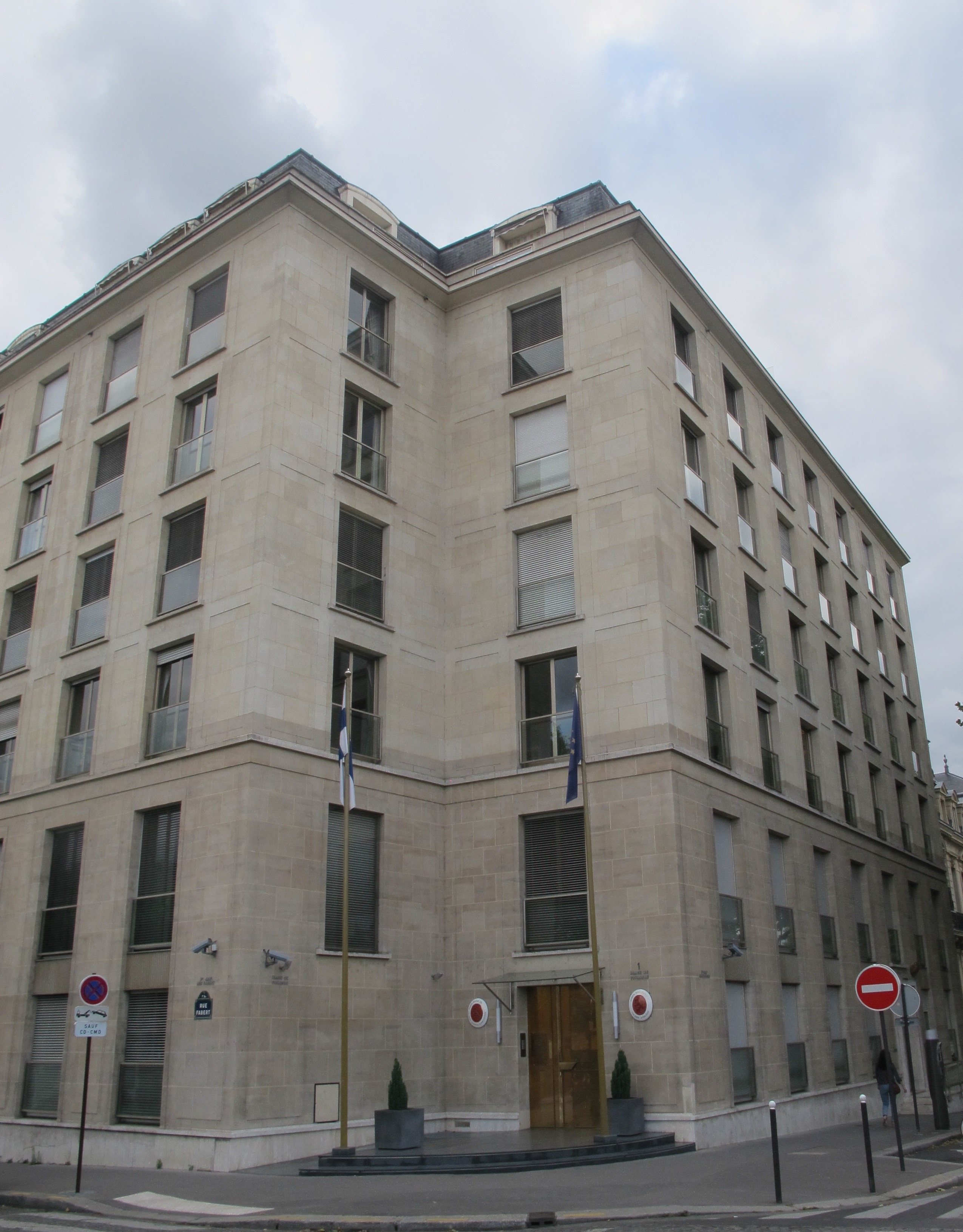
Đại sứ quán Phần ở Paris
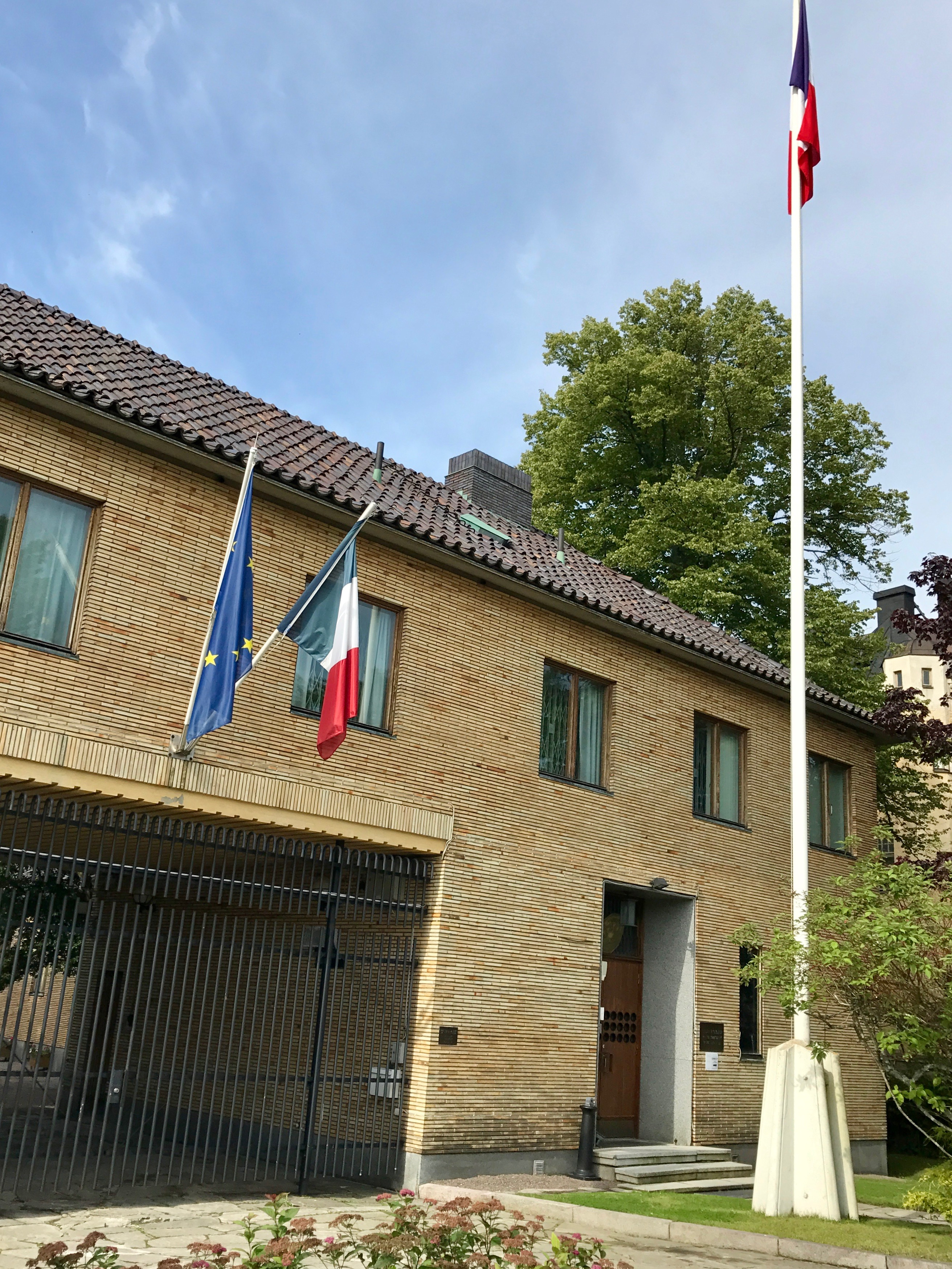
Đại sứ quán Pháp ở Helsinki